# Judaica

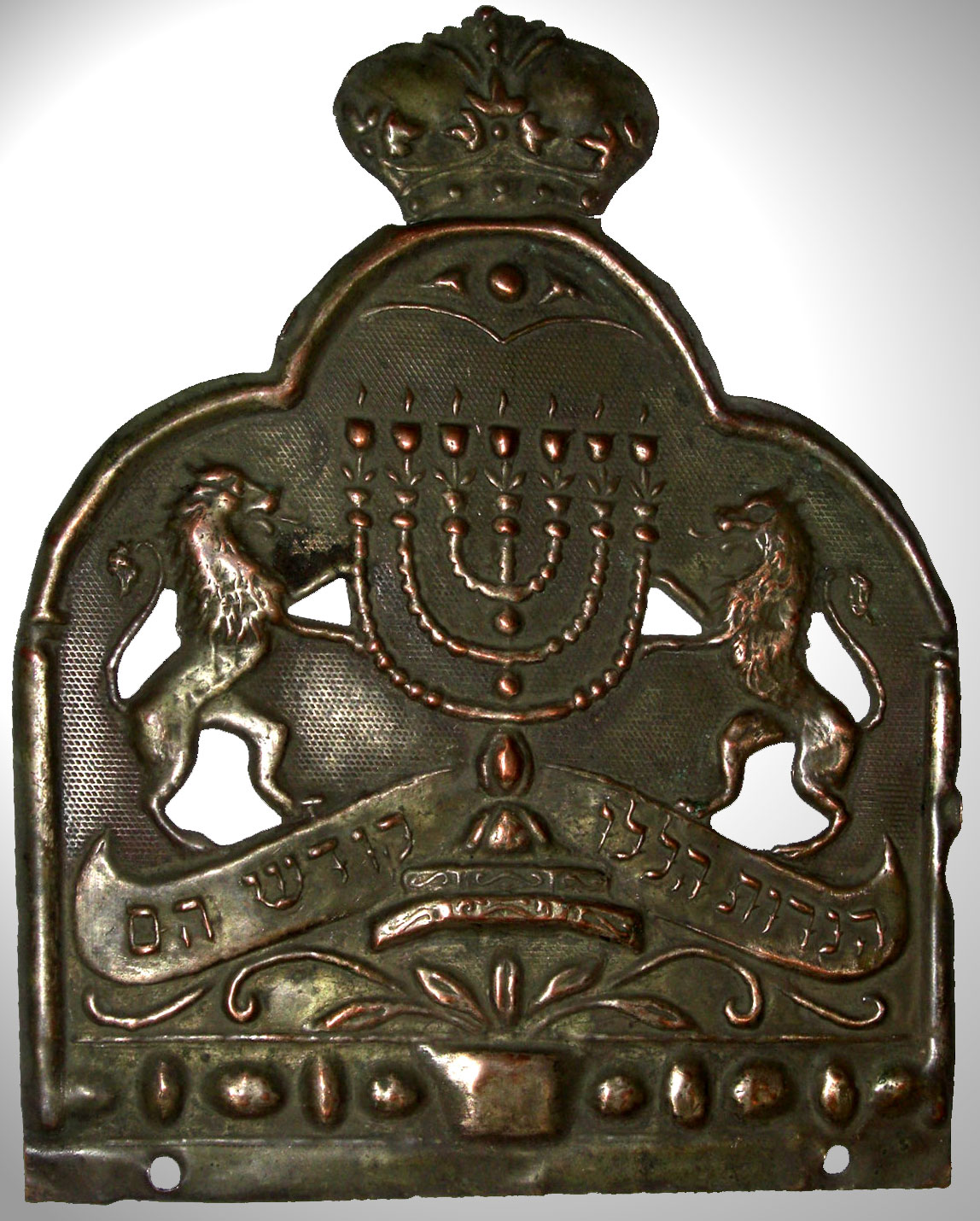
Toraschild (Tas), 18. Jahrhundert

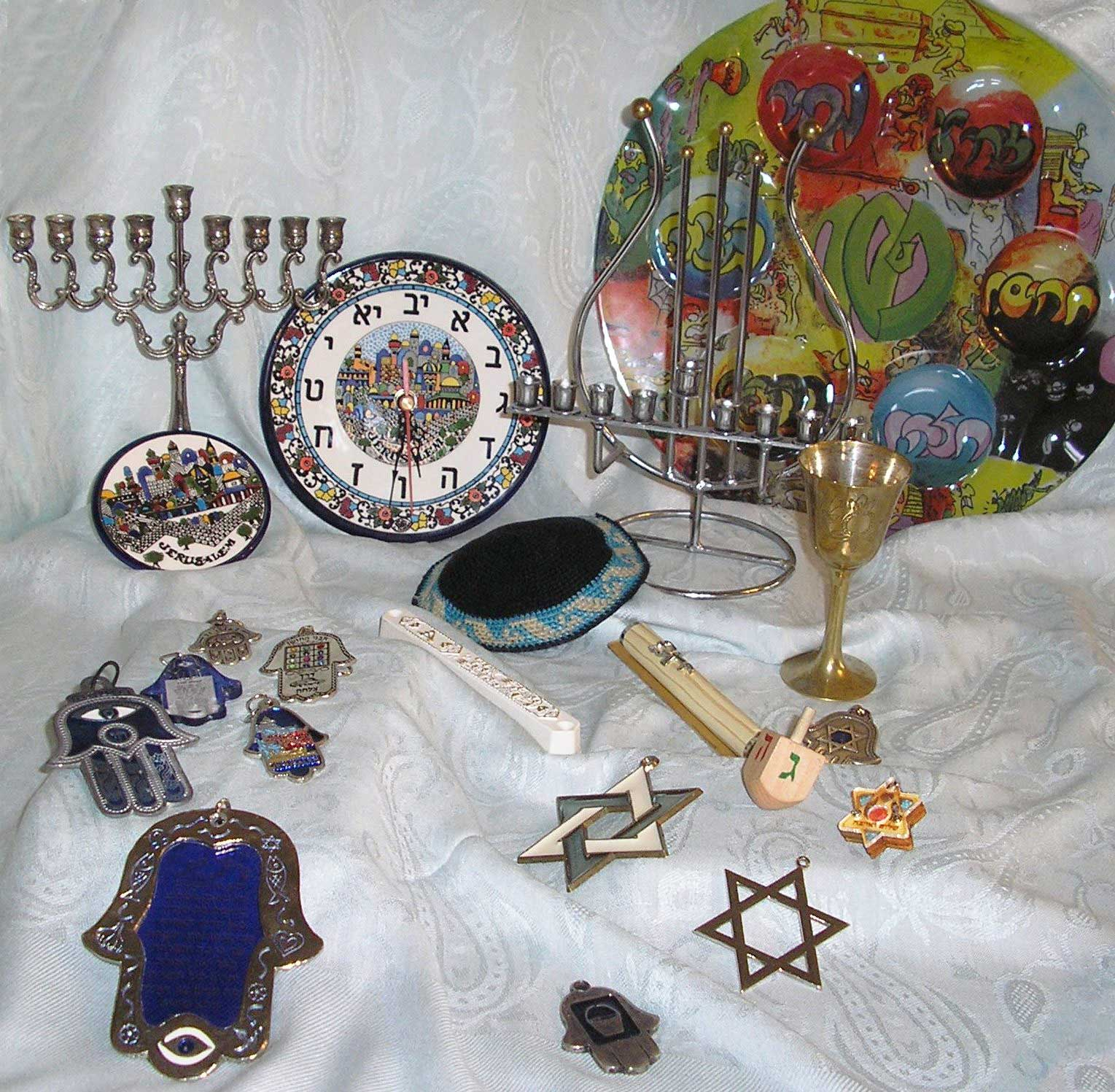
Verschiedene jüdische kunsthandwerkliche, rituelle und sakrale Objekte

Als Judaica wird zum einen die handschriftliche oder gedruckte Literatur aller Sprachen und jeglicher Autorschaft (auch von Nichtjuden) bezeichnet, die sich mit dem Judentum (Kultur, Religion, Judaistik) oder jüdischen Themen beschäftigt. Zum anderen wird der Sammelbegriff verwendet für jüdische, meist antiquarische Schriften und Manuskripte, seltene jüdische kunsthandwerkliche Gegenstände sowie rituelle und sakrale Objekte. Sammler von Judaica zahlen oft hohe Preise für moderne oder antike Exemplare, wie silberne oder goldene Chanukka-Leuchter, Tora-Kronen, Torazeiger (Jad), Rimonim (Aufsetzer für die Torarolle) oder versilberte Toraschilde (Tas).
Im Unterschied zu Judaica versteht man unter Hebraica Literatur in hebräischer Sprache oder mit hebräischen Lettern geschrieben (z. B. Aramäisch oder Jiddisch). Eine Schnittmenge zwischen Judaica und Hebraica sind Werke in hebräischen Buchstaben über jüdische Themen. Judaica werden über den Inhalt definiert (Judentum), Hebraica über die Form (Schrift).

## Beispiele
- In den 20 Büchern der Antiquitates Judaicae (dt. Jüdische Altertümer), entstanden zwischen 80 und 94 n. Chr., beschreibt Flavius Josephus die Geschichte des jüdischen Volkes von der Schöpfung bis zum Ausbruch des Aufstandes im Jahr 66 n. Chr.
- Religiöse jüdische Literatur: Schulchan Aruch, Halacha, Mischna, Haggada, Talmud.
- Lexika wie die Encyclopaedia Judaica und die Jewish Encyclopedia
- Sprachkundliche Werke und Grammatiken des Hebräischen, Jiddischen, Aramäischen etc. gelten im Allgemeinen auch als Judaica.
- Antijüdische oder antisemitische Schriften oder Bilder (Antisemitica): Judensau

Judaica. Beiträge zum Verstehen des Judentums ist der Name einer seit 1945 erscheinenden theologischen Vierteljahresschrift der Stiftung für Kirche und Judentum.